# Elbow (krater)
Elbow – krater uderzeniowy w prowincji Saskatchewan w Kanadzie. Skały krateru nie są widoczne na powierzchni ziemi.
Krater ma 8 km średnicy, powstał około 395 milionów lat temu (najprawdopodobniej w dewonie). Utworzył go upadek małej planetoidy, która uderzyła w skały osadowe. Krater jest pogrzebany pod osadami wieku jurajskiego. Planarne struktury deformacyjne w ziarnach kwarcu dowodzą uderzeniowego pochodzenia tej struktury. W kenozoiku struktura uległa wypiętrzeniu, prawdopodobnie w związku z ruchami orogenezy laramijskiej; wiąże się z nią słaba dodatnia anomalia siły ciężkości.